# Хробакоподібний аспід
Хробакоподі́бний а́спід (Vermicella) — рід отруйних змій родини аспідових. Має 6 видів.

## Етимологія
Назва походить від латинського слова «Vermicella», що значить «хробачок».

## Опис
Загальна довжина представників цього роду коливається від 50 см до 1 м. Голова маленька. Очі не розвинені. Тулуб дуже тонкий. Звідси й походить назва цих змій. Забарвленні темних кольорів з поперечними світлими кільцями.

## Спосіб життя
Полюбляють сухі місцини. Значну частину життя проводять під землею, риючи ходи. Активні вночі. Живляться бандикутовими та сліпунами.
Отрута не становить загрози для життя людини.
Це яйцекладні змії.

## Розповсюдження
Мешкають в Австралії.

## Види
- Vermicella annulata
- Vermicella intermedia
- Vermicella multifasciata
- Vermicella parscauda
- Vermicella snelli
- Vermicella vermiformis